# Saaremaa (kraj)
Saaremaa (zkráceně Saare, současným oficiálním názvem Saare maakond, tedy „Ostrovní kraj“) je estonský historický kraj a zároveň jeden z patnácti krajů, v něž se administrativně dělí současné Estonsko.

## Zeměpisné údaje
Kraj Saaremaa leží na západě Estonska. Sousedí na severu s krajem Hiiumaa a na východě s kraji Läänemaa a Pärnumaa.
Kraj je tvořen hlavním ostrovem Saaremaa, na východě přiléhajícím ostrovem Muhu, odlehlým ostrovem Ruhnu a stovkami menších ostrovů obklopujících hlavní ostrov.

## Správní členění

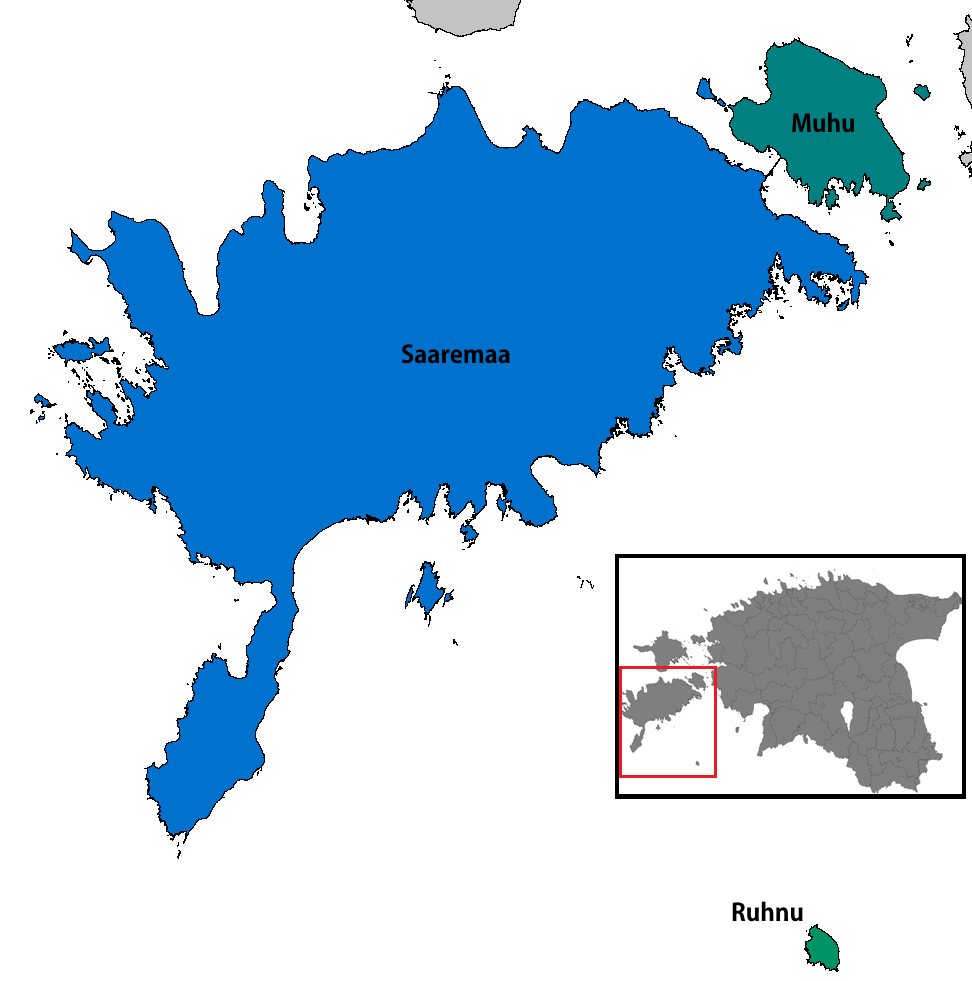
Obce kraje Saaremaa

Kraj Saaremaa sestává ze tří samosprávných jednotek — Muhu, Ruhnu a Saaremaa (zahrnuje město Kuressaare). Správním centrem kraje je město Kuressaare.

## Obyvatelstvo
Podle oficiálních údajů[zdroj?] měl kraj Saaremaa k 1. lednu 2005 35 208 obyvatel. Z nich bylo 47,0 % mužů a 53,0 % žen. Při porodnosti 9,4 ‰, a úmrtnosti 13,4 ‰ tvořil roční přírůstek obyvatelstva -4,0 ‰. 98,3 % obyvatel bylo Estonců, 1,0 % Rusů. 15,7 % obyvatel bylo ve věku 0-14 let, 66,6 % ve věku 15-64 let a 17,7 % ve věku 65 a více let. Hustota osídlení byla 12,0 obyv./km². Míra nezaměstnanosti činila 2,4 %.

## Sídla
V kraji Saaremaa je 1 město (Kuressaare), 8 městeček (Aste, Kihelkonna, Kõljala, Kärla, Leisi, Orissaare, Salme a Valjala) a 493 vesnic.